# Aleksandar Trajkovski
Aleksandar Trajkovski (in macedone Александар Трајковски?; Skopje, 5 settembre 1992) è un calciatore macedone, centrocampista o attaccante della nazionale macedone.

## Caratteristiche tecniche
Gioca nel ruolo di trequartista, ambidestro, è stato impiegato anche come ala sinistra o attaccante centrale nel modulo tattico 4-3-3. È dotato di un gran senso della posizione ed è abile nei movimenti senza palla. Tra le sue migliori doti, c'è il tiro dalla media distanza, o il tiro a giro dove ai tempi del Palermo ne ha segnati in buona quantità.

## Biografia
È sposato con Aleksandra, dalla quale ha avuto un figlio, Matej.

## Carriera

### Club

#### Cementarnica 55 e Inter Zaprešić
Comincia la carriera professionistica all'età di 16 anni, nei ranghi del Cementarnica 55, piccola squadra della capitale macedone Skopje. Dopo solo un anno viene ceduto ai croati dell'Inter Zaprešić, dove inizialmente viene impiegato di rado, ma, grazie a una serie di buone prestazioni, ottiene sempre più spazio. Segna il primo gol con la squadra aprendo le marcature nella vittoria per 4-2 con il Lokomotiva Zagabria, poi segna un'altra rete nella vittoria per 3-2 ai danni del Sebenico. Con il medesimo risultato la squadra sconfigge anche il Hrvatski Dragovoljac, nella partita in cui Trajkovski segna un gol e fornisce due assist. L'ultima rete con l'Inter Zaprešić è stata quella dell'1-1 nella gara pareggiata con il Rijeka.

#### Zulte Waregem e KV Mechelen
Appena diventato diciottenne, viene acquistato dai belgi dello Zulte Waregem per 1,1 milioni di euro. Allo Zulte Waregem, nei due anni iniziali è un giocatore importante per la squadra, giocando spesso come titolare, ma durante il terzo anno viene mandato in prestito al Malines per completare la propria maturazione. Dopo l'anno di prestito, ritorna allo Zulte, dove stavolta gioca come titolare, complice anche la partenza di Thorgan Hazard. Alla fine della stagione di campionato consegue la qualificazione all'Europa League.

#### Palermo
Il 8 giugno 2015 viene acquistato dal Palermo per 900.000 euro. Realizza il primo gol con i rosanero (quello del momentaneo 1-2) il 2 dicembre 2015, nella sfida di Coppa Italia persa contro l'Alessandria. Segna il suo primo gol in Serie A quasi due settimane dopo, nella sfida casalinga vinta contro il Frosinone (4-1). Dopo un lungo infortuno che gli fa saltare la prima parte della stagione 2016-2017, ritorna in campo il 18 dicembre 2016, nella trasferta contro il Genoa, segnando al 90', su assist del connazionale Nestorovski, il gol del 3-4 che regala ai rosanero la vittoria dopo nove sconfitte consecutive. Il 6 agosto 2017 sigla la sua prima tripletta con la maglia rosanero, nella sfida casalinga contro la Virtus Francavilla, valevole per il secondo turno eliminatorio di Coppa Italia e terminata 5-0 per i siciliani. Per la stagione 2018-2019 sceglie di indossare la maglia numero 10. Il 9 febbraio 2019, allo stadio Renato Curi di Perugia, raggiunge il traguardo delle 100 presenze in rosanero, nella partita Perugia-Palermo (1-2) valevole per il campionato di Serie B.

#### Maiorca e Aalborg
Rimasto svincolato dopo il fallimento della squadra siciliana, il 7 agosto 2019 si lega al Maiorca. L'unica rete segnata nella sua carriera in squadra viene realizzata nella sconfitta contro il CF Fuenlabrada in Coppa del Re (2-2 dopo i tempi supplementari, sconfitta per 7-6 ai tiri di rigore). Il 31 agosto 2021 viene ceduto in prestito all'Aalborg fino alla fine di gennaio 2022.

#### Al-Fayha
Terminato il prestito, fa ritorno al Maiorca, da cui si svincola il 31 gennaio 2022; contestualmente sigla un contratto di diciotto mesi con l'Al-Fayha, club saudita. Segna il suo primo gol con la squadra nella vittoria per 2-1 contro l'Al-Batin.

#### Hajduk Spalato
Il 15 settembre 2023, Trajkovski si accasa da svincolato all'Hajduk Spalato, con cui firma un contratto biennale con opzione di rinnovo ad un altro anno. Debutta per i Majstori s mora otto giorni dopo, subentra al posto di Leon Dajaku nel match di campionato vinto contro la Lokomotiva Zagabria (1-0).
Il 4 novembre 2023 in occasione della partita casalinga contro il Rudeš, vinta dai padroni di casa, realizza la sua prima rete con i Bili. Il 31 maggio 2025 conclude la sua esperienza con l'Hajduk Spalato al termine del contratto.

### Nazionale
Esordisce nella nazionale Under-21 della Macedonia nel 2011. Il 22 maggio 2012 segna la rete con cui la squadra batte in amichevole i Paesi Bassi per 1-0. Durante le qualificazioni al campionato europeo Under-21 del 2015 contribuisce all'unica vittoria dei macedoni nel girone, contro l'Azerbaigian (1-0), fornendo l'assist per il gol di Darko Velkoski. Chiude l'esperienza con l'Under-21 con 3 gol in 15 presenze.
Nel 2011 ottiene la sua prima convocazione in nazionale maggiore, con cui segna la sua prima rete durante un'amichevole del 2013 contro la Bulgaria. In un'amichevole del 2015 contro il Montenegro, vinta per 4-1, mette a segno una tripletta. Il 24 marzo 2022, durante le semifinali dei play-off di qualificazione al campionato del mondo 2022, realizza, durante i minuti di recupero del secondo tempo, il gol che consente alla Macedonia del Nord di ottenere un'inaspettata vittoria a Palermo contro la favorita Italia, campione d'Europa in carica, eliminando gli azzurri e accedendo alla finale degli spareggi, poi persa contro il Portogallo.

## Statistiche

### Presenze e reti nei club
Statistiche aggiornate al 26 maggio 2024.
| Stagione             | Squadra              | Campionato           | Campionato | Campionato | Coppe nazionali | Coppe nazionali | Coppe nazionali | Coppe continentali | Coppe continentali | Coppe continentali | Altre coppe | Altre coppe | Altre coppe | Totale | Totale |
| Stagione             | Squadra              | Comp                 | Pres       | Reti       | Comp            | Pres            | Reti            | Comp               | Pres               | Reti               | Comp        | Pres        | Reti        | Pres   | Reti   |
| -------------------- | -------------------- | -------------------- | ---------- | ---------- | --------------- | --------------- | --------------- | ------------------ | ------------------ | ------------------ | ----------- | ----------- | ----------- | ------ | ------ |
| 2009-2010            | Cementarnica 55      | PL                   | 11         | 2          | CM              | 0               | 0               | -                  | -                  | -                  | -           | -           | -           | 11     | 2      |
| 2010-2011            | Inter Zaprešić       | 1. HNL               | 15         | 4          | CC              | 0               | 0               | -                  | -                  | -                  | -           | -           | -           | 15     | 4      |
| 2011-2012            | Zulte Waregem        | D1                   | 23         | 3          | CB              | 1               | 1               | -                  | -                  | -                  | -           | -           | -           | 24     | 4      |
| 2012-2013            | Zulte Waregem        | D1                   | 24         | 3          | CB              | 3               | 0               | -                  | -                  | -                  | -           | -           | -           | 27     | 3      |
| lug.-ago. 2013       | Zulte Waregem        | D1                   | 2          | 0          | CB              | 0               | 0               | UCL+UEL            | 1+2                | 0                  | -           | -           | -           | 5      | 0      |
| ago.-giu. 2014       | Mechelen             | D1                   | 22         | 3          | CB              | 1               | 0               | -                  | -                  | -                  | -           | -           | -           | 23     | 3      |
| 2014-2015            | Zulte Waregem        | D1                   | 34         | 5          | CB              | 4               | 1               | UEL                | 3                  | 0                  | -           | -           | -           | 41     | 6      |
| Totale Zulte Waregem | Totale Zulte Waregem | Totale Zulte Waregem | 83         | 11         |                 | 8               | 2               |                    | 6                  | 0                  |             | -           | -           | 97     | 13     |
| 2015-2016            | Palermo              | A                    | 32         | 3          | CI              | 1               | 1               | -                  | -                  | -                  | -           | -           | -           | 33     | 4      |
| 2016-2017            | Palermo              | A                    | 11         | 1          | CI              | -               | -               | -                  | -                  | -                  | -           | -           | -           | 11     | 1      |
| 2017-2018            | Palermo              | B                    | 27+4       | 4          | CI              | 2               | 3               | -                  | -                  | -                  | -           | -           | -           | 33     | 7      |
| 2018-2019            | Palermo              | B                    | 34         | 8          | CI              | 2               | 0               | -                  | -                  | -                  | -           | -           | -           | 36     | 8      |
| Totale Palermo       | Totale Palermo       | Totale Palermo       | 104+4      | 16         |                 | 5               | 4               |                    | -                  | -                  |             | -           | -           | 113    | 20     |
| 2019-2020            | Maiorca              | PD                   | 14         | 0          | CR              | 3               | 0               | -                  | -                  | -                  | -           | -           | -           | 17     | 0      |
| 2020-2021            | Maiorca              | SD                   | 9          | 0          | CR              | 2               | 1               | -                  | -                  | -                  | -           | -           | -           | 11     | 1      |
| Totale Maiorca       | Totale Maiorca       | Totale Maiorca       | 23         | 0          |                 | 5               | 1               |                    | -                  | -                  |             | -           | -           | 28     | 1      |
| 2021-gen. 2022       | Aalborg              | S                    | 7          | 0          | CD              | 2               | 0               | -                  | -                  | -                  | -           | -           | -           | 9      | 0      |
| gen.-giu. 2022       | Al-Fayha             | LSP                  | 9          | 1          | CRC             | 3               | 1               | -                  | -                  | -                  | -           | -           | -           | 12     | 2      |
| 2022-2023            | Al-Fayha             | LSP                  | 24         | 4          | CRC             | 1               | 0               | -                  | -                  | -                  | -           | -           | -           | 25     | 4      |
| Totale Al Fayha      | Totale Al Fayha      | Totale Al Fayha      | 33         | 5          |                 | 4               | 1               |                    | -                  | -                  |             | -           | -           | 37     | 6      |
| 2023-2024            | Hajduk Spalato       | HNL                  | 17         | 7          | CC              | 2               | 0               | -                  | -                  | -                  | -           | -           | -           | 19     | 7      |
| Totale carriera      | Totale carriera      | Totale carriera      | 319        | 48         |                 | 27              | 8               |                    | 6                  | 0                  |             | -           | -           | 352    | 56     |

### Cronologia presenze e reti in nazionale
| Cronologia completa delle presenze e delle reti in nazionale ― Macedonia | Cronologia completa delle presenze e delle reti in nazionale ― Macedonia | Cronologia completa delle presenze e delle reti in nazionale ― Macedonia | Cronologia completa delle presenze e delle reti in nazionale ― Macedonia | Cronologia completa delle presenze e delle reti in nazionale ― Macedonia | Cronologia completa delle presenze e delle reti in nazionale ― Macedonia | Cronologia completa delle presenze e delle reti in nazionale ― Macedonia | Cronologia completa delle presenze e delle reti in nazionale ― Macedonia |
| Data                                                                     | Città                                                                    | In casa                                                                  | Risultato                                                                | Ospiti                                                                   | Competizione                                                             | Reti                                                                     | Note                                                                     |
| ------------------------------------------------------------------------ | ------------------------------------------------------------------------ | ------------------------------------------------------------------------ | ------------------------------------------------------------------------ | ------------------------------------------------------------------------ | ------------------------------------------------------------------------ | ------------------------------------------------------------------------ | ------------------------------------------------------------------------ |
| 19-8-2011                                                                | Baku                                                                     | Azerbaigian                                                              | 0 – 1                                                                    | Macedonia                                                                | Amichevole                                                               | -                                                                        | 46’                                                                      |
| 2-9-2011                                                                 | Mosca                                                                    | Russia                                                                   | 1 – 0                                                                    | Macedonia                                                                | Qual. Euro 2012                                                          | -                                                                        | 75’                                                                      |
| 6-9-2011                                                                 | Skopje                                                                   | Macedonia                                                                | 1 – 0                                                                    | Andorra                                                                  | Qual. Euro 2012                                                          | -                                                                        | 46’                                                                      |
| 11-10-2011                                                               | Skopje                                                                   | Macedonia                                                                | 1 – 1                                                                    | Slovacchia                                                               | Qual. Euro 2012                                                          | -                                                                        | 84’                                                                      |
| 14-11-2012                                                               | Skopje                                                                   | Macedonia                                                                | 3 – 2                                                                    | Slovenia                                                                 | Amichevole                                                               | -                                                                        | 55’                                                                      |
| 6-2-2013                                                                 | Skopje                                                                   | Macedonia                                                                | 3 – 0                                                                    | Danimarca                                                                | Amichevole                                                               | -                                                                        | 80’                                                                      |
| 22-3-2013                                                                | Skopje                                                                   | Macedonia                                                                | 0 – 2                                                                    | Belgio                                                                   | Qual. Mondiali 2014                                                      | -                                                                        | 82’                                                                      |
| 26-3-2013                                                                | Bruxelles                                                                | Belgio                                                                   | 1 – 0                                                                    | Macedonia                                                                | Qual. Mondiali 2014                                                      | -                                                                        | 65’                                                                      |
| 3-6-2013                                                                 | Malmö                                                                    | Svezia                                                                   | 1 – 0                                                                    | Macedonia                                                                | Amichevole                                                               | -                                                                        | 46’                                                                      |
| 14-8-2013                                                                | Skopje                                                                   | Macedonia                                                                | 2 – 0                                                                    | Bulgaria                                                                 | Amichevole                                                               | 1                                                                        | 71’                                                                      |
| 6-9-2013                                                                 | Skopje                                                                   | Macedonia                                                                | 2 – 1                                                                    | Galles                                                                   | Qual. Mondiali 2014                                                      | 1                                                                        | 61’                                                                      |
| 10-9-2013                                                                | Skopje                                                                   | Macedonia                                                                | 1 – 2                                                                    | Scozia                                                                   | Qual. Mondiali 2014                                                      | -                                                                        | 56’                                                                      |
| 11-10-2013                                                               | Cardiff                                                                  | Galles                                                                   | 1 – 0                                                                    | Macedonia                                                                | Qual. Mondiali 2014                                                      | -                                                                        | 80’                                                                      |
| 15-10-2013                                                               | Jagodina                                                                 | Serbia                                                                   | 5 – 1                                                                    | Macedonia                                                                | Qual. Mondiali 2014                                                      | -                                                                        | 46’                                                                      |
| 26-5-2014                                                                | Kufstein                                                                 | Macedonia                                                                | 0 – 2                                                                    | Camerun                                                                  | Amichevole                                                               | -                                                                        | 56’                                                                      |
| 30-5-2014                                                                | Rieti                                                                    | Qatar                                                                    | 0 – 0                                                                    | Macedonia                                                                | Amichevole                                                               | -                                                                        | 74’                                                                      |
| 8-9-2014                                                                 | Valencia                                                                 | Spagna                                                                   | 5 – 1                                                                    | Macedonia                                                                | Qual. Euro 2016                                                          | -                                                                        |                                                                          |
| 9-10-2014                                                                | Skopje                                                                   | Macedonia                                                                | 3 – 2                                                                    | Lussemburgo                                                              | Qual. Euro 2016                                                          | 1                                                                        |                                                                          |
| 12-10-2014                                                               | Leopoli                                                                  | Ucraina                                                                  | 1 – 0                                                                    | Macedonia                                                                | Qual. Euro 2016                                                          | -                                                                        | 60’                                                                      |
| 15-11-2014                                                               | Skopje                                                                   | Macedonia                                                                | 0 – 2                                                                    | Slovacchia                                                               | Qual. Euro 2016                                                          | -                                                                        |                                                                          |
| 27-3-2015                                                                | Skopje                                                                   | Macedonia                                                                | 1 – 2                                                                    | Bielorussia                                                              | Qual. Euro 2016                                                          | 1                                                                        | 68’                                                                      |
| 30-3-2015                                                                | Skopje                                                                   | Macedonia                                                                | 0 – 0                                                                    | Australia                                                                | Amichevole                                                               | -                                                                        |                                                                          |
| 14-6-2015                                                                | Žilina                                                                   | Slovacchia                                                               | 2 – 1                                                                    | Macedonia                                                                | Qual. Euro 2016                                                          | -                                                                        | 56’                                                                      |
| 5-9-2015                                                                 | Lussemburgo                                                              | Lussemburgo                                                              | 1 – 0                                                                    | Macedonia                                                                | Qual. Euro 2016                                                          | -                                                                        | 74’                                                                      |
| 8-9-2015                                                                 | Skopje                                                                   | Macedonia                                                                | 0 – 1                                                                    | Spagna                                                                   | Qual. Euro 2016                                                          | -                                                                        | 69’                                                                      |
| 12-10-2015                                                               | Borisov                                                                  | Bielorussia                                                              | 0 – 0                                                                    | Macedonia                                                                | Qual. Euro 2016                                                          | -                                                                        |                                                                          |
| 12-11-2015                                                               | Skopje                                                                   | Macedonia                                                                | 4 – 1                                                                    | Montenegro                                                               | Amichevole                                                               | 3                                                                        | 83’                                                                      |
| 17-11-2015                                                               | Skopje                                                                   | Macedonia                                                                | 0 – 1                                                                    | Libano                                                                   | Amichevole                                                               | -                                                                        |                                                                          |
| 23-3-2016                                                                | Capodistria                                                              | Slovenia                                                                 | 1 – 0                                                                    | Macedonia                                                                | Amichevole                                                               | -                                                                        |                                                                          |
| 29-5-2016                                                                | Bad Erlach                                                               | Macedonia                                                                | 3 – 1                                                                    | Azerbaigian                                                              | Amichevole                                                               | -                                                                        | 59’                                                                      |
| 2-6-2016                                                                 | Skopje                                                                   | Macedonia                                                                | 1 – 3                                                                    | Iran                                                                     | Amichevole                                                               | 1                                                                        |                                                                          |
| 24-3-2017                                                                | Vaduz                                                                    | Liechtenstein                                                            | 0 – 2                                                                    | Macedonia                                                                | Qual. Mondiali 2018                                                      | -                                                                        | 64’                                                                      |
| 28-3-2017                                                                | Skopje                                                                   | Macedonia                                                                | 3 – 0                                                                    | Bielorussia                                                              | Amichevole                                                               | -                                                                        | 56’                                                                      |
| 5-6-2017                                                                 | Skopje                                                                   | Macedonia                                                                | 0 – 0                                                                    | Turchia                                                                  | Amichevole                                                               | -                                                                        | 63’                                                                      |
| 11-6-2017                                                                | Skopje                                                                   | Macedonia                                                                | 1 – 2                                                                    | Spagna                                                                   | Qual. Mondiali 2018                                                      | -                                                                        | 74’                                                                      |
| 5-9-2017                                                                 | Skopje                                                                   | Macedonia                                                                | 1 – 1                                                                    | Albania                                                                  | Qual. Mondiali 2018                                                      | 1                                                                        | 58’                                                                      |
| 6-10-2017                                                                | Torino                                                                   | Italia                                                                   | 1 – 1                                                                    | Macedonia                                                                | Qual. Mondiali 2018                                                      | 1                                                                        | 46’                                                                      |
| 9-10-2017                                                                | Skopje                                                                   | Macedonia                                                                | 4 – 0                                                                    | Liechtenstein                                                            | Qual. Mondiali 2018                                                      | 1                                                                        |                                                                          |
| 11-11-2017                                                               | Skopje                                                                   | Macedonia                                                                | 2 – 0                                                                    | Norvegia                                                                 | Amichevole                                                               | -                                                                        | 58’                                                                      |
| 23-3-2018                                                                | Adalia                                                                   | Finlandia                                                                | 0 – 0                                                                    | Macedonia                                                                | Amichevole                                                               | -                                                                        | 79’                                                                      |
| 27-3-2018                                                                | Adalia                                                                   | Azerbaigian                                                              | 1 – 1                                                                    | Macedonia                                                                | Amichevole                                                               | 1                                                                        | 69’                                                                      |
| 6-9-2018                                                                 | Gibilterra                                                               | Gibilterra                                                               | 0 – 2                                                                    | Macedonia                                                                | UEFA Nations League 2018-2019 - 1º turno                                 | -                                                                        | 46’                                                                      |
| 9-9-2018                                                                 | Skopje                                                                   | Macedonia                                                                | 2 – 0                                                                    | Armenia                                                                  | UEFA Nations League 2018-2019 - 1º turno                                 | -                                                                        | 56’                                                                      |
| 13-10-2018                                                               | Skopje                                                                   | Macedonia                                                                | 4 – 1                                                                    | Liechtenstein                                                            | UEFA Nations League 2018-2019 - 1º turno                                 | 2                                                                        | 2’                                                                       |
| 16-10-2018                                                               | Erevan                                                                   | Armenia                                                                  | 4 – 0                                                                    | Macedonia                                                                | UEFA Nations League 2018-2019 - 1º turno                                 | -                                                                        |                                                                          |
| 16-11-2018                                                               | Vaduz                                                                    | Liechtenstein                                                            | 0 – 2                                                                    | Macedonia                                                                | UEFA Nations League 2018-2019 - 1º turno                                 | -                                                                        |                                                                          |
| 19-11-2018                                                               | Skopje                                                                   | Macedonia                                                                | 4 – 0                                                                    | Gibilterra                                                               | UEFA Nations League 2018-2019 - 1º turno                                 | 1                                                                        |                                                                          |
| 21-3-2019                                                                | Skopje                                                                   | Macedonia del Nord                                                       | 3 – 1                                                                    | Lettonia                                                                 | Qual. Euro 2020                                                          | -                                                                        | 83’                                                                      |
| 24-3-2019                                                                | Lubiana                                                                  | Slovenia                                                                 | 1 – 1                                                                    | Macedonia del Nord                                                       | Qual. Euro 2020                                                          | -                                                                        | 76’                                                                      |
| 7-6-2019                                                                 | Skopje                                                                   | Macedonia del Nord                                                       | 0 – 1                                                                    | Polonia                                                                  | Qual. Euro 2020                                                          | -                                                                        | 62’                                                                      |
| 5-9-2019                                                                 | Be'er Sheva                                                              | Israele                                                                  | 1 – 1                                                                    | Macedonia del Nord                                                       | Qual. Euro 2020                                                          | -                                                                        | 75’                                                                      |
| 9-9-2019                                                                 | Rīga                                                                     | Lettonia                                                                 | 0 – 2                                                                    | Macedonia del Nord                                                       | Qual. Euro 2020                                                          | -                                                                        | 65’                                                                      |
| 13-10-2019                                                               | Varsavia                                                                 | Polonia                                                                  | 2 – 0                                                                    | Macedonia del Nord                                                       | Qual. Euro 2020                                                          | -                                                                        | 74’                                                                      |
| 16-11-2019                                                               | Vienna                                                                   | Austria                                                                  | 2 – 1                                                                    | Macedonia del Nord                                                       | Qual. Euro 2020                                                          | -                                                                        | 13’                                                                      |
| 5-9-2020                                                                 | Skopje                                                                   | Macedonia del Nord                                                       | 2 – 1                                                                    | Armenia                                                                  | UEFA Nations League 2020-2021 - 1º turno                                 | -                                                                        | 75’                                                                      |
| 8-9-2020                                                                 | Tbilisi                                                                  | Georgia                                                                  | 1 – 1                                                                    | Macedonia del Nord                                                       | UEFA Nations League 2020-2021 - 1º turno                                 | -                                                                        | 59’                                                                      |
| 8-10-2020                                                                | Skopje                                                                   | Macedonia del Nord                                                       | 2 – 1                                                                    | Kosovo                                                                   | Qual. Euro 2020                                                          | -                                                                        | 88’                                                                      |
| 11-10-2020                                                               | Tallinn                                                                  | Estonia                                                                  | 3 – 3                                                                    | Macedonia del Nord                                                       | UEFA Nations League 2020-2021 - 1º turno                                 | -                                                                        | 79’                                                                      |
| 15-11-2020                                                               | Skopje                                                                   | Macedonia del Nord                                                       | 2 – 1                                                                    | Estonia                                                                  | UEFA Nations League 2020-2021 - 1º turno                                 | -                                                                        | 59’                                                                      |
| 18-11-2020                                                               | Erevan                                                                   | Armenia                                                                  | 1 – 0                                                                    | Macedonia del Nord                                                       | UEFA Nations League 2020-2021 - 1º turno                                 | -                                                                        |                                                                          |
| 25-3-2021                                                                | Bucarest                                                                 | Romania                                                                  | 3 – 2                                                                    | Macedonia del Nord                                                       | Qual. Mondiali 2022                                                      | 1                                                                        | 78’                                                                      |
| 28-3-2021                                                                | Skopje                                                                   | Macedonia del Nord                                                       | 5 – 0                                                                    | Liechtenstein                                                            | Qual. Mondiali 2022                                                      | 2                                                                        | 66’                                                                      |
| 31-3-2021                                                                | Duisburg                                                                 | Germania                                                                 | 1 – 2                                                                    | Macedonia del Nord                                                       | Qual. Mondiali 2022                                                      | -                                                                        | 72’                                                                      |
| 1-6-2021                                                                 | Skopje                                                                   | Macedonia del Nord                                                       | 1 – 1                                                                    | Slovenia                                                                 | Amichevole                                                               | -                                                                        | 58’                                                                      |
| 4-6-2021                                                                 | Skopje                                                                   | Macedonia del Nord                                                       | 4 – 0                                                                    | Kazakistan                                                               | Amichevole                                                               | -                                                                        | 73’                                                                      |
| 13-6-2021                                                                | Bucarest                                                                 | Austria                                                                  | 3 – 1                                                                    | Macedonia del Nord                                                       | Euro 2020 - 1º turno                                                     | -                                                                        | 42’ 63’                                                                  |
| 17-6-2021                                                                | Bucarest                                                                 | Ucraina                                                                  | 2 – 1                                                                    | Macedonia del Nord                                                       | Euro 2020 - 1º turno                                                     | -                                                                        | 46’                                                                      |
| 21-6-2021                                                                | Amsterdam                                                                | Macedonia del Nord                                                       | 0 – 3                                                                    | Paesi Bassi                                                              | Euro 2020 - 1º turno                                                     | -                                                                        | 58’                                                                      |
| 2-9-2021                                                                 | Skopje                                                                   | Macedonia del Nord                                                       | 0 – 0                                                                    | Armenia                                                                  | Qual. Mondiali 2022                                                      | -                                                                        | 60’                                                                      |
| 5-9-2021                                                                 | Reykjavík                                                                | Islanda                                                                  | 2 – 2                                                                    | Macedonia del Nord                                                       | Qual. Mondiali 2022                                                      | -                                                                        | 71’                                                                      |
| 8-9-2021                                                                 | Skopje                                                                   | Macedonia del Nord                                                       | 0 – 0                                                                    | Romania                                                                  | Qual. Mondiali 2022                                                      | -                                                                        | 78’                                                                      |
| 8-10-2021                                                                | Vaduz                                                                    | Liechtenstein                                                            | 0 – 4                                                                    | Macedonia del Nord                                                       | Qual. Mondiali 2022                                                      | -                                                                        |                                                                          |
| 11-11-2021                                                               | Erevan                                                                   | Armenia                                                                  | 0 – 5                                                                    | Macedonia del Nord                                                       | Qual. Mondiali 2022                                                      | 1                                                                        | 64’                                                                      |
| 14-11-2021                                                               | Skopje                                                                   | Macedonia del Nord                                                       | 3 – 1                                                                    | Islanda                                                                  | Qual. Mondiali 2022                                                      | -                                                                        | 77’                                                                      |
| 24-3-2022                                                                | Palermo                                                                  | Italia                                                                   | 0 – 1                                                                    | Macedonia del Nord                                                       | Qual. Mondiali 2022                                                      | 1                                                                        |                                                                          |
| 29-3-2022                                                                | Porto                                                                    | Portogallo                                                               | 2 – 0                                                                    | Macedonia del Nord                                                       | Qual. Mondiali 2022                                                      | -                                                                        | 59’                                                                      |
| 2-6-2022                                                                 | Sofia                                                                    | Bulgaria                                                                 | 1 – 1                                                                    | Macedonia del Nord                                                       | UEFA Nations League 2022-2023 - 1º turno                                 | -                                                                        | 46’                                                                      |
| 5-6-2022                                                                 | Gibilterra                                                               | Gibilterra                                                               | 0 – 2                                                                    | Macedonia del Nord                                                       | UEFA Nations League 2022-2023 - 1º turno                                 | -                                                                        | 57’                                                                      |
| 9-6-2022                                                                 | Skopje                                                                   | Macedonia del Nord                                                       | 0 – 3                                                                    | Georgia                                                                  | UEFA Nations League 2022-2023 - 1º turno                                 | -                                                                        | 59’                                                                      |
| 23-9-2022                                                                | Tbilisi                                                                  | Georgia                                                                  | 2 – 0                                                                    | Macedonia del Nord                                                       | UEFA Nations League 2022-2023 - 1º turno                                 | -                                                                        | 68’                                                                      |
| 26-9-2022                                                                | Skopje                                                                   | Macedonia del Nord                                                       | 0 – 1                                                                    | Bulgaria                                                                 | UEFA Nations League 2022-2023 - 1º turno                                 | -                                                                        | 22’                                                                      |
| 23-3-2023                                                                | Skopje                                                                   | Macedonia del Nord                                                       | 2 – 1                                                                    | Malta                                                                    | Qual. Euro 2024                                                          | -                                                                        | 58’                                                                      |
| 16-6-2023                                                                | Skopje                                                                   | Macedonia del Nord                                                       | 2 – 3                                                                    | Ucraina                                                                  | Qual. Euro 2024                                                          | -                                                                        | 75’                                                                      |
| 19-6-2023                                                                | Manchester                                                               | Inghilterra                                                              | 7 – 0                                                                    | Macedonia del Nord                                                       | Qual. Euro 2024                                                          | -                                                                        | 57’                                                                      |
| 14-10-2023                                                               | Praga                                                                    | Ucraina                                                                  | 2 – 0                                                                    | Macedonia del Nord                                                       | Qual. Euro 2024                                                          | -                                                                        | 84’                                                                      |
| 17-10-2023                                                               | Strumica                                                                 | Macedonia del Nord                                                       | 3 – 1                                                                    | Armenia                                                                  | Amichevole                                                               | 1                                                                        | 55’                                                                      |
| 25-3-2024                                                                | Boztepe                                                                  | Montenegro                                                               | 1 – 0                                                                    | Macedonia del Nord                                                       | Amichevole                                                               | -                                                                        | 46’                                                                      |
| 3-6-2024                                                                 | Fiume                                                                    | Croazia                                                                  | 3 – 0                                                                    | Macedonia del Nord                                                       | Amichevole                                                               | -                                                                        | 66’                                                                      |
| 10-6-2024                                                                | Hradec Králové                                                           | Rep. Ceca                                                                | 2 – 1                                                                    | Macedonia del Nord                                                       | Amichevole                                                               | -                                                                        | 77’                                                                      |
| 14-11-2024                                                               | Skopje                                                                   | Macedonia del Nord                                                       | 1 – 0                                                                    | Lettonia                                                                 | UEFA Nations League 2024-2025 - 1º turno                                 | -                                                                        | 78’                                                                      |
| 17-11-2024                                                               | Skopje                                                                   | Macedonia del Nord                                                       | 1 – 0                                                                    | Fær Øer                                                                  | UEFA Nations League 2024-2025 - 1º turno                                 | -                                                                        | 54’                                                                      |
| 22-3-2025                                                                | Vaduz                                                                    | Liechtenstein                                                            | 0 – 3                                                                    | Macedonia del Nord                                                       | Qual. Mondiali 2026                                                      | 1                                                                        | 62’                                                                      |
| 25-3-2025                                                                | Skopje                                                                   | Macedonia del Nord                                                       | 1 – 1                                                                    | Galles                                                                   | Qual. Mondiali 2026                                                      | -                                                                        | 90+2’                                                                    |
| 9-6-2025                                                                 | Astana                                                                   | Kazakistan                                                               | 0 – 1                                                                    | Macedonia del Nord                                                       | Qual. Mondiali 2026                                                      | 1                                                                        | 84’                                                                      |
| Totale                                                                   |                                                                          | Presenze (3º posto)                                                      | 94                                                                       |                                                                          | Reti (2º posto)                                                          | 23                                                                       |                                                                          |

## Palmarès

### Competizioni nazionali
- Coppa del Re dei Campioni: 1

Al Fayha: 2021-2022